# اورلا
اورلا (به ترکی استانبولی: Urla) یک منطقهٔ مسکونی در ترکیه است که در استان ازمیر واقع شده‌است.